# Grüningen
Grüningen é uma comuna da Suíça, no Cantão Zurique, com cerca de 2.813 habitantes. Estende-se por uma área de 8,77 km², de densidade populacional de 321 hab/km². Confina com as seguintes comunas: Bubikon, Egg, Gossau, Hombrechtikon, Oetwil am See.
A língua oficial nesta comuna é o Alemão.